# Tweede Kamerverkiezingen 1879
De Tweede Kamerverkiezingen 1879 waren periodieke Nederlandse verkiezingen voor de Tweede Kamer der Staten-Generaal. Zij vonden plaats op 10 juni 1879.
Nederland was verdeeld in 43 kiesdistricten, waarin 86 leden van de Tweede Kamer gekozen werden. Een kiezer bracht evenveel stemmen uit als er afgevaardigden in zijn kiesdistrict gekozen werden. Om gekozen te worden moest een kandidaat minimaal de districtskiesdrempel behalen.
De verkiezingen werden gehouden vanwege het aftreden van 43 leden van de Tweede Kamer van wie de zittingstermijn afliep op 14 september 1879. In tien kiesdistricten was een tweede verkiezingsronde benodigd tussen de twee hoogstgeplaatste (niet-direct gekozen) kandidaten uit de eerste ronde vanwege het niet-behalen van de districtskiesdrempel. Deze tweede ronde vond plaats op 24 juni 1879.

## Uitslag

### Opkomst
|                  | 1877    | 1877      | 1879    | 1879  |
| # stemmen        | %       | # stemmen | %       |       |
| ---------------- | ------- | --------- | ------- | ----- |
| Kiesgerechtigden | 107.910 |           | 115.120 |       |
| Niet opgekomen   | 46.886  | 43,45     | 48.907  | 42,48 |
| Opkomst          | 61.024  | 56,55     | 66.213  | 57,52 |

### Verkiezingsuitslag naar groepering
| Groepering               | Zetels | Zetels | Zetels | Zetels | Zetels | Zetels |
| Groepering               | 1877   | 1878   | Af     | Bij    | 1879   | +/−    |
| ------------------------ | ------ | ------ | ------ | ------ | ------ | ------ |
| liberalen                | 48/47  | 5      | 24     | 23     | 51/39  | +4     |
| conservatief-katholieken | 14     | 0      | 6      | 6      | 14/15  | 0      |
| antirevolutionairen      | 9/8    | 1      | 5      | 8      | 12     | +4     |
| conservatieven           | 6      | 0      | 4      | 3      | 5      | −1     |
| liberaal-katholieken     | 1/2    | 0      | 2      | 2      | 2      | 0      |
| conservatief-liberalen   | 2      | 0      | 2      | 1      | 1      | −1     |
| kappeynianen             | 0/1    | 0      | 0      | 0      | 1/12   | 0      |
| totaal                   | 80     | 6      | 43     | 43     | 86     | +6     |

### Gekozen leden
In 1878 was het aantal leden van de Tweede Kamer uitgebreid van 80 naar 86. De hierbij betrokken kiesdistricten waren Amsterdam (van zes naar zeven afgevaardigden), Rotterdam (van drie naar vier), Goes en Winschoten (beide van een naar twee) en de nieuw ingestelde kiesdistricten Hilversum en Zevenbergen (beide een afgevaardigde). De hierdoor noodzakelijk geworden tussentijdse verkiezingen vonden plaats op 26 februari 1878. Bij deze verkiezingen waren de volgende leden gekozen:
- Amsterdam: Gijsbert van Tienhoven (liberalen);
- Goes: Jan Bredius jr. (liberalen);
- Hilversum: Alexander Schimmelpenninck van der Oye (antirevolutionairen);
- Rotterdam: Jan van Stolk (liberalen);
- Winschoten: Jan de Vos van Steenwijk (liberalen);
- Zevenbergen: Roeland van de Werk (liberalen).

Bij de periodieke verkiezingen van 1879 werden 39 leden herkozen. De stemmingen voor de overige vier vacatures hadden de volgende resultaten:
- in het kiesdistrict Goes werd Alexander de Savornin Lohman (antirevolutionairen) gekozen in de vacature ontstaan door het periodiek aftreden van Pieter Saaymans Vader (antirevolutionairen) die had aangegeven niet herkiesbaar te zijn;

- in het kiesdistrict Gorinchem werd Levinus Keuchenius (antirevolutionairen) gekozen in de vacature ontstaan door het periodiek aftreden van Warnardus Begram (conservatieven) die had aangegeven niet herkiesbaar te zijn;

- in het kiesdistrict Steenwijk werd Jan Thomassen à Thuessink van der Hoop (antirevolutionairen) gekozen in de vacature ontstaan door het periodiek aftreden van Carel Storm van 's Gravesande (conservatief-liberalen) die had aangegeven niet herkiesbaar te zijn;

- in het kiesdistrict Zwolle versloeg Alexander van Dedem (54,9%, antirevolutionairen) het aftredende lid Albertus van Naamen van Eemnes (45,1%, liberalen).

De zittingsperiode van de Tweede Kamer ging in op 15 september 1879. De zittingstermijn van Tweede Kamerleden bedroeg vier jaar.